# 亞當·克雷頓
亞當·克雷頓（Adam Clayton，1960年3月13日—）是愛爾蘭搖滾樂團U2的貝斯手。出生於英格蘭牛津郡，五歲時隨全家搬到愛爾蘭馬拉海德 (Malahide)，至今仍定居於此。克雷頓的貝斯表現以歌曲New Year's Day、With or Without You、Get On Your Boots等最為突出，音樂生涯中他也有些個人規劃，例如與樂團鼓手小賴瑞·慕蘭為電影《不可能的任務》創作主題曲。